# Anthidium funereum
Anthidium funereum är en biart som beskrevs av August Schletterer 1890. Anthidium funereum ingår i släktet ullbin, och familjen buksamlarbin. Inga underarter finns listade i Catalogue of Life.